# Elektriciteitscentrale Kozienice
De Kozienice elektriciteitscentrale is een thermische centrale te Kozienice, Polen. De centrale heeft drie schoorstenen: een van 300m hoogte en twee iets kleinere van 200m hoogte.